# NASCAR Whelen Euro Series
NASCAR Whelen Euro Series (anteriormente conhecida como Euro-Racecar NASCAR Touring Series) é uma série oficial de corridas de stock car da NASCAR sediada na Europa. Antes de ser sancionada pela NASCAR, a série era conhecida como Racecar Euro-Series.